# Jach'a Kunturiri
Jach'a Kunturiri (aymara, också Jachcha Condoriri) är ett berg i Bolivia.   Det ligger i departementet Oruro, i den västra delen av landet, 400 km väster om huvudstaden Sucre. Toppen på Jach'a Kunturiri är 4 819 meter över havet.
Terrängen runt Jach'a Kunturiri är kuperad. Trakten är glest befolkad. 